# Marysa Navarro Aranguren
Marysa Navarro Aranguren (Pamplona, 12 de octubre de 1934-Boston, 2 de marzo de 2025) fue una historiadora hispanoestadounidense especializada en historia del feminismo, historia de las mujeres latinoamericanas e historia de América Latina.

## Biografía
Nacida en Pamplona, vivió la mayor parte de su vida fuera de España. La Guerra civil de 1936 obligó a su familia a exiliarse por motivos políticos, ya que su padre, Vicente Navarro, era inspector de educación y militante de Izquierda Republicana. El primer destino familiar fue Francia y, ante la evidencia de que el régimen de Franco iba a durar más de lo que pensaban, en 1948 emigraron a Uruguay.[cita requerida]
Tras obtener en 1955 el título de Bachiller en el Liceo Instituto José Batlle Ordóñez de Montevideo, decidió estudiar Historia e inició su preparación en el Instituto de Profesores Artigas.[cita requerida] En 1958 interrumpió los estudios en este instituto y, gracias a un beca, fue a Estados Unidos donde estudió en la Universidad de Columbia (Nueva York) un máster y un doctorado en Historia, que finalizó en 1960 y 1964, respectivamente. Su tesis doctoral versó sobre el desarrollo de la derecha argentina entre los años 1930-1946, que fue publicada en español en 1969 con el nombre de Los Nacionalistas.[cita requerida]

## Carrera profesional
Entre 1963 y 1967 trabajó como profesora en diferentes instituciones universitarias —Rutgers University, Yeshiva University, Kean College of New Jersey y Long Island University— y en 1968 ingresó como profesora de Historia antigua y Contemporánea de América Latina en Dartmouth College, universidad ubicada en Hanover donde no se admitía a mujeres ni en las clases ni en el claustro de profesores, siendo la primera mujer en ocupar ese puesto. Marcada por el Movimiento Feminista, hizo campaña para que Darmouth College se abriera a las estudiantes, lo que tuvo lugar en 1972, y contratara profesoras. También luchó contra la segregación.[cita requerida]
En Darmouth College impartió sus conocimientos durante 42 años y llegó a ser directora del Departamento de Historia (1982-1985), decana asociada de Ciencias Sociales (1985-1989) y directora del Programa Estudios de América Latina y el Caribe (1992-2004). Su gran interés por la docencia en temas de feminismo y género le llevó dirigir el Programa de Estudios de Mujeres (1979-1981). Tras su jubilación en 2010, la Universidad la nombró catedrática emérita y la concedieron el premio Elizabeth Howland Hand-Otis Norton Pierce Award for Outstanding Undergraduate Teaching a la excelencia docente.

### Estudios de género en América Latina y feminismo
Influida por el movimiento feminista de los años 60-70, se interesó por la situación de la mujer en la historia, formando parte de la generación creadora del reciente campo de formación de los estudios de mujeres de América Latina junto a personalidades como June Nash (2004) y Helen Safa (2007).[cita requerida]
Ha impartido clases como profesora, profesora visitante o invitada en universidades de Estados Unidos, España, México, Uruguay e Inglaterra, y ha realizado campañas activas para popularizar los estudios de género a través de artículos, encuentros y conferencias en universidades de distintos países. De 1976 a 1996 formó parte del comité editorial de la revista universitaria feminista Signs: Journal of Women in Cultura and Society, publicada por la Universidad de Chicago. [cita requerida]
Como investigadora, ha estudiado los encuentros feministas latinoamericanos, analizando tanto sobre sus aspectos más conflictivos (enfrentamientos, diferencias teóricas...) como los positivos (formación de redes, capacidad de movilización conjunta,...). En «Algunas reflexiones sobre el VII Encuentro Feminista Latinoamericano y del Caribe» expone sus pensamientos al respecto.[cita requerida]
En 1988 contribuyó en la puesta en marcha del proyecto Restoring Women to History (Restaurando a las mujeres a la historia), liderado por la Organization of American Historians. Junto a Virginia Sánchez Korrol examinó el papel de la mujer en la historia de Latinoamérica a través de artículos reunidos y publicados en forma de libro. También dirigió con Catharine R. Stimpson la publicación Un nuevo saber: Los estudios de mujeres, una colección de cuatro volúmenes que reúne las traducciones en español de artículos europeos y estadounidenses que definieron la investigación sobre las cuestiones de género. ¿Qué son los estudios de mujeres?; Sexualidad, géneros y roles sexuales; Cambios sociales, económicos y culturales y Nuevas direcciones son los títulos de los cuatro volúmenes.
Formó parte de numerosas asociaciones y comités editoriales en revistas de temática feminista y está muy involucrada en la Latin American Studies Association (LASA), de la que fue vicepresidenta en 2002 y presidenta de 2003 a 2004.[cita requerida]
Desde el inicio de sus estudios recibió numerosas becas de investigación. La última, la beca Amelia Lacroze de Fortabat, concedida en 2009 por el Centro David Rockefeller para Estudios Latinoamericanos, de la Universidad Harvard, entidad en la que continuó investigando.[cita requerida]
En 2017 fue nombrada Doctora honoris causa por la Universidad Pública de Navarra (UPNA), la primera mujer en alcanzar este título honorífico por parte de esta institución académica.[cita requerida]
Marysa Navarro se dedicó a estudiar la figura de Eva Perón. En 1982 publicó su biografía, Evita, para dar a conocer la dimensión real de esta mujer que llegó a formar parte del poder y convertirse en un símbolo del peronismo, y cuya imagen presentaba dos caras opuestas según el cristal ideológico con que se la miraba. Para los seguidores de Perón era una persona extraordinaria, trabajadora incansable, mientras que para los antiperonistas era una mujer ignorante y ambiciosa. Además de la biografía, que ha sido editada en varias ocasiones, suiguió escribiendo artículos sobre esta figura, el último en 2010 sobre la mitología de Evita.[cita requerida]

## Premios y reconocimientos
- 1982: Distinguished Woman Scholar (Universidad de New Hampshire)[cita requerida]
- 2007: Visitante Distinguida (Ciudad de Buenos Aires)[cita requerida]
- 2010: Elizabeth Howland Hand-Otis Norton Pierce Award for Outstanding Undergraduate Teaching” (Dartmouth College)[cita requerida]
- 2017: Doctora honoris causa por la Universidad Pública de Navarra (UPNA)[6]
- 2017: Premio Kalman Silvert[9][10]
- 2019 Visitante ilustre de la ciudad de Montevideo[11]

## Obra
- Los nacionalistas. Buenos Aires: Jorge Álvarez, 1969.
- Eva Perón, con Nicholas Fraser. London: Andre Deutsch, 1981; New York: Norton, 1981, 1996.
- Un nuevo saber: Los estudios de mujeres, ed. con Catharine R. Stimpson. Vol. 1, ¿Qué son los estudios de mujeres? Buenos Aires: Fondo de Cultura Económica, 1998.
- Un nuevo saber: Los estudios de mujeres, ed. con Catharine R. Stimpson. Vol. 2, Sexualidad, género y roles sexuales. Buenos Aires: Fondo de Cultura Económica, 1999.
- Women in Latin America and the Caribbean: Restoring Women to History, con Virginia Sánchez Korrol. Bloomington: Indiana University Press, 1999. Trad: Mujeres en América Latina y el Caribe. Madrid: Narcea, 2004.
- Un nuevo saber: Los estudios de mujeres, con Catharine R. Stimpson. Vol. 3, Cambios sociales, económicos y culturales. Buenos Aires: Fondo de Cultura Económica, 2000.
- Evita: Mitos y representaciones, comp. Buenos Aires: Fondo de Cultura Económica, 2002.
- Un nuevo saber: Los estudios de mujeres, ed. con Catharine R. Stimpson. Vol. 4, Nuevas direcciones. Buenos Aires: Fondo de Cultura Económica, 2002.
- Evita. Buenos Aires: Corregidor, 1982; Planeta, 1997, 1998; Edhasa, 2005.